# ياو لي
ياو لي (بالصينية: 姚莉) هي مغنية صينية، ولدت في 1922 في شانغهاي في الصين وتوفيت في 19 يوليو 2019 في هونغ كونغ في الصين.

## وصلات خارجية
- ياو لي على موقع IMDb (الإنجليزية)
- ياو لي على موقع ميوزك برينز (الإنجليزية)
- ياو لي على موقع ديسكوغز (الإنجليزية)